# Мацєєво (Кольський повіт)
Мацєєво (пол. Maciejewo) — село в Польщі, у гміні Осек-Малий Кольського повіту Великопольського воєводства.
Населення — 59 осіб (2011).
У 1975-1998 роках село належало до Конінського воєводства.

## Демографія
Демографічна структура станом на 31 березня 2011 року:
|          | Загалом | Допрацездатний вік | Працездатний вік | Постпрацездатний вік |
| -------- | ------- | ------------------ | ---------------- | -------------------- |
| Чоловіки | 30      | 7                  | 22               | 1                    |
| Жінки    | 29      | 9                  | 14               | 6                    |
| Разом    | 59      | 16                 | 36               | 7                    |